# Omphale
Omphale (лат. , от др.-греч. Ὀμφάλη, Омфала) — род паразитических наездников из семейства Eulophidae (Chalcidoidea) отряда перепончатокрылые насекомые. Более 250 видов. Встречаются всесветно.

## Описание
Длина 1—3 мм. Эндопаразитоиды личинок длинноусых двукрылых из семейства галлицы (Cecidomyiidae, Diptera). Пронотум редуцирован и обычно не заметен сверху. Тело металлически блестящее (зеленоватое, бронзовое, синеватое) или буровато-чёрное; ноги светлые. Край наличника округлый. На усиках несколько мутовок длинных волосков. В жгутике усиков 5 флагелломеров. Брюшко удлинённое или овальное. Грудь с тонкой скульптурой. Петиоль короткий и широкий. Маргинальная жилка переднего крыла прямая. Как и другие Entedoninae имеют изогнутые и глубокие парапсидальные бороздки на щитике среднеспинки.

## Систематика
Крупнейший род из подсемейства Entedoninae: включает более 250 видов. Таксон был впервые выделен в 1833 году ирландским энтомологом Александром Генри Халидеем и назван по имени лидийской царицы Омфалы (др.-греч. Ὀμφάλη) из древнегреческой мифологии. В Европе около 40 видов:
- Omphale acamas (Walker, 1839) (=Entedon acamas)
- Omphale aceris Erdös, 1951
- Omphale acuminata Gijswijt, 1976
- Omphale admirabilis (Haliday, 1833) (=Smaragdites admirabilis)
- Omphale aethiops Graham, 1963
- Omphale aetius (Walker, 1839) (=Entedon aetius)
- Omphale betulicola Graham, 1963
- Omphale brevibuccata Szelényi, 1978
- Omphale brevis Graham, 1963
- Omphale breviventris Graham, 1970
- Omphale chryseis Graham, 1963
- Omphale clymene (Walker, 1839) (=Entedon clymene)
- Omphale clypealis (Thomson, 1878) (=Derostenus clypealis)
- Omphale coilus (Walker, 1839) (=Entedon coilus)
- Omphale connectens Graham, 1963
- Omphale epaphus (Walker, 1839)
- Omphale erginnus (Walker, 1839) (=Entedon erginnus)
- Omphale grahami Gijswijt, 1976
- Omphale isander (Walker, 1839) (=Cirrospilus isander)
- Omphale laeta Förster, 1861
- Omphale lugens (Nees, 1834) (=Eulophus lugens)
- Omphale lugubris Askew, 2003
- Omphale marica (Walker, 1839) (=Entedon marica)
- Omphale matrana Erdös, 1954
- Omphale microstoma (Graham, 1963) (выделен в род Pholema Graham, 1963)
- Omphale nitens Graham, 1963
- Omphale orbatum (Szelényi, 1978)
- Omphale phaola (=Entedon phaola)
- Omphale phruron (Walker, 1839) (=Entedon phruron)
- Omphale radialis (Thomson, 1878)
- Omphale rhesus (Walker, 1839)
- Omphale rossica Hansson & Shevtsova, 2012 — Россия[2]
- Omphale rubigus (Walker, 1839) (=Entedon rubigus)
- Omphale salicis Haliday, 1833
- Omphale stigma Goureau, 1851
- Omphale telephe (Walker, 1839) (=Entedon telephe)
- Omphale teresis Askew, 2003[6]
- Omphale theana (Walker, 1839) (=Entedon theana)
- Omphale varipes (Thomson, 1878) (=Derostenus varipes)
- Omphale versicolor (Nees, 1834) (=Eulophus versicolor)
- Другие виды